# Золотницький Володимир Трохимович
Володимир Трохимович Золотницький (1741, Ярославка, Київський полк — після 1796) — філософ та конституціоналіст доби Гетьманщини. Разом із Семеном Гамалією, Томою Хальчинським та Григорієм Політикою справив істотний уплив на Григорія Сковороду. Автор трактату «Розмисел про безсмертя людської душі…» (1768).
Також юрист, письменник, перекладач. Депутат Комісії зі складання проекту нового Уложення законів Російської імперії від шляхетства Київського полку Гетьманщини.

## Біографія
Народився в сім'ї сільського священика. Початкову освіту здобув у батька, вихованця КМА. У 1750-х також навчався в Києво-Могилянській академії. 1760 поїхав з Гетьманщини, вступив до Московського університету на філософський факультет.
З червня 1762 — викладач німецької мови Санкт-Петербурзького сухопутного шляхетського кадетського корпусу, з 1764 — перекладач Московської камер-колегії, з 1765 — секретар відомого московитського військового Петра Паніна.
1767 — депутат Комісії зі складання проекту нового Уложення законів Російської імперії від шляхетства Київського полку, де 1768 виступив з «пространными замечаниями» на «Проект прав благородних».
1769 — 1770 брав участь в Бендерській кампанії під час Московсько-Турецької війни 1768—1774. Мав чин підполковника Дніпровського шкіперського полку.
1771 — 1772 — голова Військової канцелярії Московської імперії в Криму. Був присутній під час підписання договору з кримським урядом.
1773 — 1776 служив у Новоросійській губернській канцелярії, прокурором у Кременчуці (1781 — 1784) і Катеринославі (1785 — 1795), головою палати цивільного суду Катеринославського намісництва (1795 — 96). 1796 вийшов у відставку і невдовзі помер.

### Літератор
Активна літературна діяльність припадає на 1760-ті. Кілька його невеликих творів і перекладів з'явились в «Полезном увеселении» М. М. Хераскова й журналі «Смесь», серед них: «Дух Сенеки…» (М., 1765), «Путешествие в другой свет» (СПб., 1766), «История разных героинь й других славных жен…» (СПб., 1767-68).
Автор кількох компілятивних трактатів з етики, про безсмертя душі та природне право. За словами митрополита Київського і Галицького Євгенія Болховітінова, «…много писал довольно нехудых од, сатирических писем й других стихотворений».
Поділяв думки німецьких філософів про обов'язок людини перед суспільством. Вважав, що правилам співжиття і поведінки людини в суспільстві слід надавати перевагу перед усіма іншими науками. Таку думку було висловлено в передмові до збірки «Состояние человеческой жизни…» (1763) з присвятою брату Гетьмана Кирила Розумовського — графу Олексію Розумовському та в книзі «Общество разновидных лиц…» (1766), присвяченій графу Паніну. Основні теми, які розробляв Золотницький у збірці, — благочестя, невдячність, підлабузництво та інші.
До цієї групи праць належать і «Новые нравоучительные басни» (1763).

### Філософські погляди
В уявленні про людину 3олотницький, як і багато хто з вихованців КМА, виходив з її вроджених природних здібностей та внутрішніх прагнень до добра чи зла, що коригуються вихованням, в основі якого має бути пізнання самого себе і свого місця в суспільстві: «Всяк должен делать своє, к чему определяем, й не приниматься за то, что ему не свойствснно…»
Велику роль у формуванні суті людини 3олотницький відводив релігії. Доказам існування Бога присвячено його працю «Разсуждение о бессмертии человеческой души…» (1768). 3. різко виступав проти деїстичних та механістичних ідей Вольтера та енциклопедистів у своїх «Доказательствах бессмертии человеческой души…» (1780).
Вважав, що «Опровергать веру єсть вооружать одного на другого і вводить всеобщее бедствие…» У богословській полеміці використовував наукові аргуменги: ідею численності світів, систему світобудови М. Коперніка тощо.
Викладенню принципів, на яких ґрунтується людське суспільство, присвячено найвизначнішу працю 3олотницького «Сокращение естественного права…» (І764), що була першим систематичним викладом теорії суспільного договору на Гетьманщині та було привнесено у всю Російську імперію. 3олотницький був також першим, хто звернувся до проблеми основних законів в імперській юридичній літературі.
Останній друкований твір «Наставление сыну» (1796). Книги 3олотницького користувалися великим попитом у студентів Києво-Могилянської академії, декілька примірників були в академічній бібліотеці.

## Родина
Був одружений з донькою очільника Сербського гусарського полку Л. А. Серезлія Уляні Лазарівні Серезлій («православного віросповідання, македонської нації»). Подружжя мало щонайменше дев'ятеро дітей, з яких найбільш відомий старший син Михайло (бл. 1771—1826) — командир Полтавського піхотного полку (1804—1807).